# وره زردی (خرم‌آباد)
نام این روستاه  روستای ده نوروز میباشد و مرکز دهستان ده پیر شمالی هست که به اشتباه روستای وره زدی ثبت گردیده روستای وره زردی در شرق روستای ده نوروز و نزدیک سراب سیاهپوش میباشد
وره زردی روستایی از توابع بخش مرکزی شهرستان خرم‌آباد در استان لرستان ایران است.

## جمعیت
این روستا در دهستان ده‌پیر شمالی قرار دارد و براساس سرشماری مرکز آمار ایران در سال ۱۳۸۵، جمعیت آن ۱۱۷ نفر (۲۸خانوار) بوده‌است.